# Henning Kehler
Henning Kehler, född den 22 januari 1891 i Köpenhamn, död den 5 november 1979, var en dansk kritiker och dramatiker.
Kehler blev magister i romansk filologi 1916 och debuterade 1915 i tidskriften Edda med tre skarpsinniga avhandlingar om Ibsens dramer. Han uppehöll sig i Ryssland under revolutionen 1917, och skildrade händelserna där i Russiske Kroniker (1920). Åren 1920–1925 var Kehler knuten till Politiken och företog under sin tid där övergången från en mycket radikal politisk och religiös uppfattning till en nationell kristen. 
Efter en kortare tids medarbetarskap i Kristeligt Dagblad blev han knuten till Berlingske Tidende 1927, vars ledande kritiker han länge var. Hans kritiska artiklar, som delvis utgavs i bokform, var allsidigt upplysande med tydlig politisk färg. Kehler ansågs under samtiden som den danska konservatismens främste skribent.
På 1940-talet började han skriva dramatik, ofta från idédebatterande utgångspunkt. Pjäsen Ulla-Bella blev en succé och filmatiserades 1961. Hans Biskoppen uppfördes och filmatiserades 1944.